# عزيزة صديقي
عزيزة صديقي (ولدت عام 1983) ناشطة أفغانية. تعتبر منسقة لحقوق المرأة مع منظمات العمل الأفغانية غير الحكومية مثل منظمة أكشن إيد، حيث تجري أبحاثا عن وضع النساء الأفغانيات اللاتي يعشن في الريف وتثقيفهن بحقوقهن، بالإضافة إلى تنظيم دورات تدريبية عن موضوع صنع القرار، على الرغم من تعرضها للتهديد شخصياً بسبب عملها.
ولدت في أفغانستان، وسافرت إلى باكستان عندما كانت في الثامنة من عمرها بسبب الحرب، لكنها عادت إلى أفغانستان في عام 2003 للعمل من أجل حقوق المرأة. في عام 2007 حازت على جائزة نساء الشجاعة الدولية. ومع ذلك، نظرا لشهرتها لم تتمكن من العودة بأمان إلى أفغانستان بعد ذلك، وهكذا حصلت على اللجوء في الولايات المتحدة.
في عام 2008، بدأت العمل كعامل فعال في قضايا التحيز، والخدمات الدولية لمساعدة ثنائي اللغة، ومساعدة المهاجرين المسنين والمعوقين، وطالبي اللجوء واللاجئين.